# Fülöp (prénom)
Fülöp est un prénom hongrois masculin.

## Personnalités portant ce prénom
- Fülöp Figyelmessy (hu) (1821-1907), militaire hongrois
- Fülöp Szenes (hu) (1863-1944), peintre hongrois
- Fülöp Beck (1873-1945), sculpteur et médailleur hongrois
- Fülöp Grünwald (hu) (1887-1964), historien hongrois